# Congreso
Congreso est un groupe chilien de rock fusion, originaire de Quilpué. 

## Histoire
Le groupe est formé en 1969 et dirigé par Sergio « Tilo » González. Après presque 50 ans de carrière, ils comptent 17 albums studio, 4 albums live, et un DVD. Ils commencent leur carrière à la fin des années 1960 dans le mouvement musical de la nueva canción chilena, cependant avec l'arrivée de la dictature militaire et les restrictions culturelles de l'époque, ajoutées à la grande vocation instrumentale de ses membres, ils évoluent vers le rock progressif, puis vers la fusion. 
Ils gagnent reconnaissance nationale et internationale du public et des critiques spécialisés, pour leurs compositions musicales raffinées, aussi bien que pour leurs textes traitant d'un contenu social fort.

## Discographie

### Albums studio
- 1971 : El Congreso
- 1975 : Terra incógnita
- 1977 : Congreso
- 1978 : Misa de Los Andes
- 1981 : Viaje por la cresta del mundo
- 1982 : Ha llegado carta
- 1984 : Pájaros de Arcilla
- 1986 : Estoy que me muero...
- 1989 : Para los arqueólogos del futuro
- 1990 : Aire Puro
- 1992 : Los Fuegos del Hielo
- 1992 : Pichanga: profecías a falta de ecuaciones
- 1995 : Por amor al viento
- 2001 : La Loca sin zapatos
- 2010 : Con los ojos en la calle
- 2014 : Sinfónico
- 2017 : La Canción que te debía[1],[2]
- 2022 : Luz de flash

### Albums live
- 1987 : Gira al sur
- 1994 : 25 años de música
- 2004 : Congreso de Exportación: la historia de un viaje
- 2012 : Congreso a la carta[3]